# Д’Аркур, Бернар Ипполит Мари
Бернар Ипполит Мари д’Аркур (фр. Bernard Hippolyte Marie d'Harcourt; 23 мая 1821, Париж — 4 января 1902, там же), граф д’Аркур — французский дипломат.
Младший сын герцога Эжена д’Аркура и Аглае Терре.
Начал дипломатическую карьеру в 1839 в качестве атташе при посольстве в Мадриде. В 1843 отправился в Китай вторым секретарем в миссии Теодора Лагрене. По возвращении был атташе при миссии во Франкфурте, в 1847 — в Берне.
В 1849 стал первым секретарем посольства в Испании, затем был послом в Бадене. В 1851 назначен послом в Вюртемберге, ушел в отставку после переворота 2 декабря.
При Второй империи жил как частное лицо. В апреле 1871 направлен Адольфом Тьером послом в Ватикан, 1 мая 1872 назначен послом в Лондон, 6 декабря 1873 отозван. 9 сентября 1874 назначен послом в Берне, отправлен в отставку 14 января 1879 из-за монархистских взглядов.

## Семья
Жена (13.05.1851): Элизабет Мари Казимира де Гиньяр де Сен-При (1832—1900), дочь Алексиса де Гиньяра де Сен-При, графа де Сен-При (1805—1851), и Антуанетты Мари Анриетты де Ла Гиш (1804—1865)
Дети:
- Мари д'Аркур (1854—1889). Муж (27.07.1873): Шарль Жак Мари Танги, граф Дюшатель (1838—1907)
- Жилонн Генриетта д'Аркур (1867—1952). Муж (28.11.1888): Александр Катуар де Бионкур (1863—1913)

## Сочинения
- Diplomatie et diplomates. Les quatre ministères de M. Drouyn de Lhuys. — P.: E. Plon et cie, 1882 archive.org